# Chris Gent
Christopher Charles Gent (* 10. Mai 1948 in Beckenham) ist ein britischer Manager. In Deutschland bekannt wurde er vor allem in seiner Rolle als Chef des Vodafone-Konzerns während der Übernahmeschlacht um die Mannesmann AG 1999/2000.

## Leben
Christopher Gent startete seine Karriere 1967 bei der National Westminster Bank. Später ging er zur Schroder Computer Services und ICL.
Im Jahr 1985 kam Gent zu Vodafone UK, den er durch zahlreiche Firmenzukäufe zu einem Weltkonzern mit vielen Mobilfunknetzen weltweit gemacht hat. Bei der Hauptversammlung am 30. Juli 2003 trat Gent als Vorstandsvorsitzender von Vodafone zurück, Arun Sarin wurde sein Nachfolger. Für seine Verdienste um das Unternehmen wurde Gent mit dem Ehrentitel des Company’s President for Life ausgestattet. Als Präsident auf Lebenszeit war er nicht mehr in das Tagesgeschäft eingebunden, konnte jedoch über seine Verbindungen zu anderen Mitarbeitern nach wie vor die Unternehmensstrategie beeinflussen. Der Machtkampf der „alten Garde“ um Gent mit dem neuen Management unter Sarin endete im März 2006, als Gent auf seinen Titel als Präsident auf Lebenszeit verzichtete und sich vollständig aus dem Unternehmen zurückzog.
Am 1. Juni 2004 wurde Gent bei dem britischen Pharmaunternehmen GlaxoSmithKline Mitglied des Aufsichtsrats und am 1. Januar 2005 Aufsichtsratsvorsitzender. Am 7. Mai 2015 wurde er in dieser Funktion von Philip Hampton abgelöst.
2006 wurde Gent die Ehrendoktorwürde der University of Bath verliehen.